# 東大阪市立弥栄小学校
東大阪市立弥栄小学校（ひがしおおさかしりつ やえしょうがっこう）は、大阪府東大阪市本庄にある公立小学校。

## 沿革
- 1873年（明治6年）3月1日 - 横枕、中野、本庄、箕輪、荒本、新庄の6ケ村は、本庄淨福寺を借用し、本庄小学校を設置。
- 1878年（明治11年） - 現在地に移転。
- 1882年（明治20年） - 中河内郡本庄尋常小学校と改称。
- 1901年（明治39年） - 大阪府中河内郡村立西六郷尋常小学校と改称。
- 1926年（大正15年） - 大阪府中河内郡西六郷尋常高等小学校と改称。
- 1931年（昭和6年） - 大阪府中河内郡西六郷尋常小学校と改称。
- 1934年（昭和9年）9月21日 - 室戸台風の暴風雨により木造校舎が1棟倒壊。死傷者が出る[1]。
- 1936年（昭和11年） - 大阪府中河内郡村立盾津第三尋常小学校と改称。
- 1941年（昭和16年） - 中河内郡町立盾津第三国民学校と改称。
- 1943年（昭和18年） - 中河内郡盾津南部国民学校と改称。
- 1947年（昭和22年） - 中河内郡盾津町立盾津南部小学校と改称。
- 1955年（昭和30年）1月15日 -  河内市が発足し、河内市立弥栄小学校と改称。
- 1967年（昭和42年）2月1日 - 東大阪市が発足し、東大阪市立弥栄小学校と改称。

## 通学区域
- 角田1～3丁目、中野1～2丁目、中野南1番26～61号、2番、菱江3丁目4～6番、9～16番、本庄1～2丁目、本庄中1丁目、本庄西1丁目、本庄東、箕輪1～3丁目、横枕、横枕西、横枕南3～5番[2]

## 進路状況
ほとんどの児童は東大阪市立盾津中学校へ進学するが、国私立中学校へ進学する児童もいる。